# Ensemble flou
La théorie des sous-ensembles flous est une théorie mathématique du domaine de l’algèbre abstraite. 

## Histoire
Elle a été développée par Lotfi Zadeh en 1965 afin d'étudier mathématiquement des sujets imprécis, comme par exemple "les hommes de grande taille" et sert de fondement à la logique floue.

## Présentation
Les sous-ensembles flous (ou parties floues) ont été introduits afin de modéliser la représentation humaine des connaissances, et ainsi améliorer les performances des systèmes de décision qui utilisent cette modélisation.
En pratique, les sous-ensembles flous sont notamment utilisés en linguistique, prise de décision, partitionnement de données, et bio-informatique. Ils permettent de modéliser l'incertitude et l'imprécision, soit pour représenter des informations précises sous forme lexicale assimilable par un système expert.
Intuitivement, un sous-ensemble flou généralise la notion d'ensemble : 
- Intuitivement, dans un ensemble, l'appartenance peut-être assimilée à une fonction booléenne, qui peut elle-même être étendue en une fonction caractéristique qui indique si un élément {\displaystyle x} appartient à un ensemble {\displaystyle E} en retournant la valeur réelle {\displaystyle 1},  ou  appartient à l'ensemble  {\displaystyle E} en retournant la valeur réelle {\displaystyle 0}.
- Dans un sous-ensemble flou, la fonction d'appartenance généralise la notion de fonction caractéristique : elle indique le degré d'appartenance un élément à son sous-ensemble flou.

Plus formellement, soit {\displaystyle A=(E,\mu _{A})} un sous-ensemble flou d'un ensemble {\displaystyle E} et {\displaystyle \mu _{A}} sa fonction d'appartenance. {\displaystyle \mu _{A}} retourne une valeur réelle dans {\displaystyle [0,1]}:
- si {\displaystyle \mu _{A}(x)=0}, alors {\displaystyle x} n'appartient pas du tout {\displaystyle A};
- si {\displaystyle 0<\mu _{A}(x)<1}, alors {\displaystyle x} appartient partiellement dans {\displaystyle A};
- si {\displaystyle \mu _{A}(x)=1}, alors {\displaystyle x} appartient totalement à {\displaystyle A}.

## Définition

Ensemble flou. Le niveau de gris indique le degré d'appartenance.

En théorie des ensembles classique, une partie {\displaystyle A} d'un ensemble {\displaystyle E} est usuellement associée à sa fonction caractéristique. Celle-ci s'applique sur les éléments x de {\displaystyle E}. Elle prend la valeur 0 si x n'appartient pas à {\displaystyle A} et 1 si x appartient à {\displaystyle A}.
On souhaite définir une partie floue {\displaystyle A} de {\displaystyle E} en attribuant aux éléments x de {\displaystyle E} un degré d'appartenance, d'autant plus élevé qu'on souhaite exprimer avec certitude le fait que x est élément de {\displaystyle A}. Cette valeur vaudra 0 si on souhaite exprimer que x de façon certaine n'est pas élément de {\displaystyle A}, elle vaudra 1 si on souhaite exprimer que x appartient à {\displaystyle A} de façon certaine, et elle prendra une valeur comprise entre 0 et 1 suivant qu'on estime plus ou moins certain l'appartenance de x à {\displaystyle A}. On est donc amené à définir une partie floue de la façon suivante : une partie floue (ou sous-ensemble flou) d'un ensemble {\displaystyle E} est une application de {\displaystyle E} dans [0,1].
Plus généralement, si {\displaystyle L} est un treillis complet, distributif et complémenté, on définit une partie L-floue comme étant une application de {\displaystyle E} dans {\displaystyle L}. Si {\displaystyle L=[0,1]}, on retrouve la définition précédente de partie floue, et si {\displaystyle L=\{0,1\}}, on retrouve la notion usuelle de partie de E.

## Propriétés
- Une partie floue {\displaystyle A} de {\displaystyle E} est caractérisée par une application de {\displaystyle E} dans {\displaystyle [0,1]}. Cette application, appelée fonction d'appartenance et notée {\displaystyle \mu _{A}} représente le degré de validité de la proposition « {\displaystyle x} appartient à {\displaystyle A} » pour chacun des éléments {\displaystyle x} de {\displaystyle E}. Si {\displaystyle \mu _{A}(x)=1}, l'objet {\displaystyle x} appartient totalement à {\displaystyle A}, et si {\displaystyle \mu _{A}(x)=0}, il ne lui appartient pas du tout. Pour un élément {\displaystyle x} donné, la valeur de la fonction d'appartenance {\displaystyle \mu _{A}(x)} est appelée degré d'appartenance de l'élément {\displaystyle x} au sous-ensemble {\displaystyle A}.

- L'ensemble {\displaystyle E} est donné par la fonction d'appartenance identiquement égale à 1. L'ensemble vide est donné par la fonction d'appartenance identiquement nulle.

- Le noyau d'une partie floue {\displaystyle A} est l'ensemble des éléments qui appartiennent totalement à {\displaystyle A} c'est-à-dire dont le degré d'appartenance à {\displaystyle A} vaut 1.{\displaystyle n(A)=\{x\in E\mid \mu _{A}(x)=1\}}

- Le support d'une partie floue {\displaystyle A} est l'ensemble des éléments appartenant, même très peu, à {\displaystyle A} c'est-à-dire dont le degré d'appartenance à {\displaystyle A} est différent de 0.{\displaystyle \operatorname {supp} (A)=\{x\in E\mid \mu _{A}(x)>0\}}

- La hauteur d'un sous-ensemble flou {\displaystyle A} de {\displaystyle E} est définie par {\displaystyle h(A)=\sup\{\mu _{A}(x)\mid x\in E\}}.

- Une partie floue {\displaystyle A} de {\displaystyle E} peut aussi être caractérisée par l'ensemble de ses α-coupes. Une α-coupe d'une partie floue {\displaystyle A} est le sous-ensemble net (classique) des éléments ayant un degré d'appartenance supérieur ou égal à α. {\displaystyle \operatorname {\alpha -coupe} (A)=\{x\in E\mid \mu _{A}(x)\geqslant \alpha \}}

- Un ensemble fini possède un nombre fini de sous-ensembles L-flous si et seulement si le treillis L est fini[3]. Si L = [0,1], un ensemble fini possède une infinité de sous-ensembles flous.

## Opérations
En observant comment les opérations usuelles se comportent vis-à-vis des fonctions caractéristiques de parties, on étend ces opérations aux fonctions d'appartenance des parties floues.

### Réunion
Soient {\displaystyle (\mu _{i})_{i\in I}} une famille de parties floues d'un ensemble {\displaystyle E} indexées selon un ensemble {\displaystyle I}, données par leur fonction d'appartenance {\displaystyle \mu _{i}}. On définit la réunion {\displaystyle \mu } de ces parties au moyen de la fonction d'appartenance suivante :
{\displaystyle \mu (x)=\sup\{\mu _{i}(x),i\in I\}}, ce qui sera noté {\displaystyle \mu =\bigvee _{i\in I}\mu _{i}}

### Intersection
De même, on définit l'intersection de ces parties au moyen de la fonction d'appartenance suivante :
{\displaystyle \mu (x)=\inf\{\mu _{i}(x),i\in I\}}, ce qui sera noté {\displaystyle \mu =\bigwedge _{i\in I}\mu _{i}}
Réunion et intersection restent distributives l'une par rapport à l'autre.

### Complémentaire
Le complémentaire d'une partie floue donnée par sa fonction d'appartenance {\displaystyle \mu } est la partie floue dont la fonction d'appartenance est {\displaystyle 1-\mu }.
Le complémentaire d'une intersection reste égal à la réunion des complémentaires, et le complémentaire d'une réunion est l'intersection des complémentaires. Le complémentaire du complémentaire redonne la partie initiale.
Cependant, la réunion d'une partie floue et de son complémentaire ne donne pas toujours l'ensemble {\displaystyle E}, et l'intersection d'une partie floue et de son complémentaire ne donne pas l'ensemble vide.
En effet, considérons, par exemple, la partie floue {\displaystyle F} de {\displaystyle E} donnée par la fonction d'appartenance:
{\displaystyle \forall x\in E,\mu (x)=1/2}
Cette partie floue est égale à son complémentaire car sa fonction d'appartenance vérifie {\displaystyle \mu =1-\mu }.
On déduit alors de {\displaystyle F={\overline {F}}} que {\displaystyle F\cup {\overline {F}}=F\cap {\overline {F}}=F}

### Image réciproque
Soient {\displaystyle E} et {\displaystyle F} deux ensembles et {\displaystyle f} une application de {\displaystyle E} dans {\displaystyle F}. Considérons une partie floue de {\displaystyle F} donnée par sa fonction d'appartenance {\displaystyle \mu }. On appelle image réciproque de cette partie floue par {\displaystyle f} la partie floue de {\displaystyle E} donnée par la fonction d'appartenance suivante, notée {\displaystyle f^{-1}(\mu )} :
{\displaystyle \forall x\in E,f^{-1}(\mu )(x)=\mu (f(x))}

### Image directe
Soient {\displaystyle E} et {\displaystyle F} deux ensembles et {\displaystyle f} une application de {\displaystyle E} dans {\displaystyle F}. Considérons une partie floue de {\displaystyle E} donnée par sa fonction d'appartenance {\displaystyle \mu }. On appelle image directe de cette partie floue par {\displaystyle f} la partie floue de {\displaystyle F} donnée par la fonction d'appartenance suivante, notée {\displaystyle f(\mu )} :
{\displaystyle \forall y\in F,f(\mu )(y)=\sup\{\mu (x),x\in f^{-1}(\{y\})\}}

### Ensemble complet flou complet
Cette opération a été introduite en 2017 par Javier Perez-Capdevila comme suit. Soient les ensembles flous 
{\displaystyle W_{1}=\{(w_{1,1},f(w_{1,1})),(w_{1,2},f(w_{1,2})),\ldots ,(w_{1,i},f(w_{1,i}))\}},
{\displaystyle W_{2}=\{(w_{2,1},f(w_{2,1})),(w_{2,2},f(w_{2,2})),\dots ,(w_{2,j},f(w_{2,j}))\}}, ...,
{\displaystyle W_{m}=\{(w_{m,1},f(w_{m,1})),(w_{m,2},f(w_{m,2})),\dots ,(w_{m,k},f(w_{m,k}))\}}.
Si on construit à partir de ces ensembles un ensemble 
{\displaystyle M=\{(m_{1},f(m_{1})),(m_{2},f(m_{2})),\dots ,(m_{n},f(m_{n}))\}} tel que pour tout {\displaystyle i\in \{1,2,\dots ,n\}}, {\displaystyle m_{i}} est une combinaison d'éléments appartenant à chaque {\displaystyle W_{k}} avec {\displaystyle k\in \{1,2,\dots ,m\}}, alors chaque élément de chaque {\displaystyle W_{k}} fait partie d'au moins un {\displaystyle m_{i}}, et les valeurs de {\displaystyle f(m_{i})} sont la moyenne arithmétique des valeurs de fonction des éléments qui forment chaque {\displaystyle m_{i}}, l'ensemble {\displaystyle M} est appelé ensemble complet flou complet.

## Topologie floue
Dès 1968, Chang a appliqué la théorie des ensembles flous à la topologie, donnant naissance à la topologie floue.

### Définition
Soit {\displaystyle E} un ensemble. Une topologie floue est donnée par une collection {\displaystyle \delta } de fonctions d'appartenance vérifiant les propriétés suivantes :
(i) les fonctions 0 et 1 appartiennent à la collection {\displaystyle \delta }
(ii) La borne inférieure d'un nombre fini d'éléments de {\displaystyle \delta } est élément de {\displaystyle \delta }
(iii) La borne supérieure d'un nombre quelconque d'éléments de {\displaystyle \delta } est élément de {\displaystyle \delta }.
Les éléments de {\displaystyle \delta } sont les ouverts flous. Leurs complémentaires sont les fermés flous. La propriété (i) exprime que l'ensemble {\displaystyle E} et l'ensemble vide sont des ouverts flous, la propriété (ii) qu'une intersection finie d'ouverts flous est un ouvert flou et la propriété (iii) qu'une réunion quelconque d'ouverts flous est un ouvert flou.
Par exemple, étant donné un espace {\displaystyle E} muni d'une topologie {\displaystyle \tau } au sens usuel, on peut lui associer une topologie floue naturelle {\displaystyle \omega (\tau )} en prenant pour {\displaystyle \delta } la collection des fonctions semi-continues inférieurement à valeurs dans [0,1]. La topologie floue ainsi définie est dite engendrée par la topologie initiale {\displaystyle \tau } de {\displaystyle E}. Réciproquement, si {\displaystyle \delta } est une topologie floue définie sur {\displaystyle E}, on peut lui associer une topologie {\displaystyle \iota (\delta )} au sens usuel, à savoir la topologie la moins fine rendant toutes les fonctions de {\displaystyle \delta } semi-continues inférieurement.

### Notions topologiques
On peut alors introduire des notions plus complexes de topologie floue.

#### Continuité
Ainsi une fonction est continue floue si et seulement si l'image réciproque d'un ouvert flou de l'ensemble d'arrivée est un ouvert flou de l'ensemble de départ. Les fonctions constantes sont continues floues si et seulement si la topologie floue de l'espace de départ contient tous les ouverts flous définis par des fonctions d'appartenance constantes.

#### Compacité
Par analogie à la notion topologique usuelle, un espace topologique flou est compact si, de tout recouvrement par des ouverts flous, on peut extraire un recouvrement fini. Si l'image d'un compact par une application continue floue est compacte, en revanche, le théorème de Tychonoff n'admet qu'une version limitée : seul le produit fini de compacts en topologie floue est compact,. Plus généralement, soit {\displaystyle L} un treillis complet, distributif et complémenté d'élément maximum 1, soit {\displaystyle \alpha } un nombre cardinal et soit {\displaystyle (X_{i})_{i\in I}} une famille de compacts en topologie L-floue, où {\displaystyle I} est de cardinal {\displaystyle \alpha }. Alors le produit des {\displaystyle X_{i}} est compact pour la topologie produit L-floue si et seulement si 1 vérifie la propriété suivante : pour toute famille {\displaystyle (a_{i})_{i\in I}} d'éléments de {\displaystyle L} strictement inférieurs à 1, {\displaystyle \sup\{a_{i},i\in I\}} est strictement inférieur à 1 (théorème de Tychonoff pour la topologie L-floue). Dans le cas où {\displaystyle L=\{0,1\}}, donnant la topologie usuelle, cette propriété est vérifiée pour tout cardinal {\displaystyle \alpha } et un produit quelconque de compacts est compact. Mais si {\displaystyle L=[0,1]}, donnant la topologie floue, la propriété n'est vérifiée que pour les cardinaux finis.
Lowen a proposé une autre définition des compacts en topologie floue. En effet, si la topologie floue comprend toutes les fonctions d'appartenance constantes, il n'existe pas de compact au sens précédent : les fonctions {\displaystyle \mu _{i}={i \over i+1}} sont telles que {\displaystyle \bigvee _{i\in \mathbb {N} }\mu _{i}=1} donc ces fonctions définissent un recouvrement de l'espace mais il n'en existe pas de sous-recouvrement fini. Un espace {\displaystyle E} est compact pour la topologie floue au sens de Lowen si, pour toute fonction d'appartenance constante {\displaystyle \nu }, tout {\displaystyle \epsilon >0} et toute famille d'ouverts flous {\displaystyle (\mu _{i})_{i\in I}} telle que {\displaystyle \bigvee _{i\in I}\mu _{i}\geq \nu }, il existe une sous-famille finie {\displaystyle J\subset I} telle que {\displaystyle \bigvee _{i\in J}\mu _{i}\geq \nu -\epsilon }. Avec cette définition, un espace muni d'une topologie {\displaystyle \tau } usuelle est compact si et seulement s'il est compact muni de la topologie floue {\displaystyle \omega (\tau )} engendrée par {\displaystyle \tau }, et un produit quelconque d'espaces compacts est compact (théorème de Tychonoff pour la topologie floue au sens de Lowen).
Enfin, on montre que le théorème de Tychonoff pour la topologie L-floue et le théorème de Tychonoff pour la topologie floue au sens de Lowen sont, comme le théorème de Tychonoff usuel, équivalents à l'axiome du choix.